# スヴェン＝オーレ・トールセン
スヴェン＝オーレ・トールセン（Sven-Ole Thorsen 1944年9月24日 - ）は、デンマーク・コペンハーゲン出身の俳優、スタントマン、元ボディビルダー。“Sven Ole Thorsen”、“Sven Thorsen”、“スヴェン＝オリ・トールセン”と表記される場合もある。身長196センチ、体重138キロの巨漢。空手黒帯の有段者。
1983年、デンマーク最強の男に選出された。
その後渡米し、アーノルド・シュワルツェネッガー主演の『コナン・ザ・グレート』で俳優デビュー。以降、シュワルツェネッガー作品を中心に、主にアクション映画で主人公と対峙する悪役の屈強な手下やスタントを多数こなす。大抵名もない役やクレジットなしの場合が多い。『グラディエーター』で2001年度トーラス・ワールド・スタント賞を受賞した。
シュワルツェネッガーとは同じヨーロッパ出身者で元ボディビルダーということもあり、プライベートでも仲が良い。

## 主な作品
出演
- コナン・ザ・グレート Conan the Barbarian (1982)
- キング・オブ・デストロイヤー/コナンPART2 Conan the Destroyer (1984)
- ゴリラ Raw Deal (1986)※ 出演はクレジットなし
- リーサル・ウェポン Lethal Weapon (1987)
- プレデター Predator (1987) クレジットなし
- バトルランナー The Running Man (1987)
- 潮風のいたずら Overboard (1987) クレジットなし
- キャプテンパワー Captain Power and the Soldiers of the Future (1987) テレビドラマ、マイケル・“タンク”・エリス役（レギュラー出演）
- レッドブル Red Heat (1988)
- ツインズ Twins (1988)
- ピンク・キャデラック Pink Cadillac (1989)
- レッド・オクトーバーを追え! The Hunt for Red October (1990)
- エイリアンチェイサー Abraxas, Guardian of the Universe (1991)
- ハーレーダビッドソン&マルボロマン Harley Davidson and the MarlboroMan (1991)
- リーサル・ウェポン3 Lethal Weapon 3 (1992)
- サイボーグ2 Cyborg 2 (1992)
- ネメシス Nemesis (1992)※ 出演はクレジットなし
- ボディ・ターゲット Nowhere to Run (1993)
- ドラゴン/ブルース・リー物語 Dragon: The Bruce Lee Story (1993)
- ラスト・アクション・ヒーロー Last Action Hero (1993)
- ハード・ターゲット Hard Target (1993)
- 沈黙の要塞 On Deadly Ground (1994) オットー役
- ダーティ・シェイム A Low Down Dirty Shame (1994)※ 出演はクレジットなし
- バイキング・サーガ The Viking Sagas (1995)
- クイック&デッド The Quick and the Dead (1995)
- モール・ラッツ Mallrats (1995)※
- イレイザー Eraser (1996)※出演はクレジットなし
- ダーティー・ボーイズ Bulletproof (1996)※出演はクレジットなし
- ジャングル・ジョージ George of the Jungle (1997)
- ワイルド・ホーク The Bad Pack (1998)
- 13ウォーリアーズ The 13th Warrior (1999)
- エンド・オブ・デイズ End of Days (1999)※出演はクレジットなし
- グラディエーター Gladiator (2000) ティグリス役
- バンディッツ Bandits (2001) クレジットなし
- コラテラル・ダメージ Collateral Damage (2002) クレジットなし
- トータル・フィアーズ The Sum of All Fears (2002)
- チャーリーズ・エンジェル フルスロットル Charlie's Angels: Full Throttle (2003) クレジットなし
- ランダウン ロッキング・ザ・アマゾン The Rundown (2003) クレジットなし
- タイムコップ2 Timecop2: The Berlin Decision (2003)
- Uボート 最後の決断 In Enemy Hands (2004)
- ドッジボール Dodgeball: A True Underdog Story (2004)※ クレジットなし
- オーシャン・オブ・ファイヤー Hidalgo (2004) クレジットなし
- ホステージ Hostage (2005) クレジットなし

※はスタント兼任。
スタント
- レッドソニア Red Sonja (1985) クレジットなし
- ゴーストバスターズ2 Ghostbusters II (1989)
- トータル・リコール Total Recall (1990)
- 永遠に美しく… Death Becomes Her (1992) クレジットなし
- ドラキュラ Bram Stoker's Dracula (1992)
- ヒート Heat (1995) クレジットなし
- ジングル・オール・ザ・ウェイ Jingle All the Way (1996)
- ブレーキ・ダウン Breakdown (1997)
- バットマン&ロビン Mr.フリーズの逆襲 Batman & Robin (1997)
- ソルジャー Soldier (1998)
- ボブ・ディランの頭のなか Masked and Anonymous (2003)
- コラテラル Collateral (2004) スタント・ドライバー